# Teodor Marius Spînu
Teodor Marius Spînu (n. 17 iunie 1965, Hârlău, România – d. 19 martie 2024, Iași, România) a fost un politician român, membru al Partidului Democrat Liberal. În anul 2008 a fost ales deputat în circumscripția electorală nr. 24 Iași, colegiul uninominal nr. 10 Tătărași pe listele Partidului Democrat Liberal.

## Biografie

### Studii și specializări
- 1993 - 1999	 - Studii doctorale în Matematică, Specializarea: Mecanică, Universitatea Alexandru Ioan Cuza din Iași și Universitatea București .

- august - septembrie 1992 - absolvent al „Summer school in applied mathematics”, MATAROM CIMI-UNESCO, JET - 2797/91 și JET - 2779/ 91 susținute de prof. dr. G.P. Thomas și prof. dr. E. A. Cox (Department of Mathematical Physics, University College Dublin, Ireland)

- octombrie 1991 - iulie 1993	- doctorat sub îndrumarea prof. dr. Michael Hayes - Department of Applied Mathematics, în cadrul programului TEMPUS, University College Dublin, Irlanda

- octombrie 1984 - iulie 1988	- Diploma de licență - Specializarea matematică, Univ. „Al. I. Cuza” Iași, Facultatea de Matematică, domeniul Mecanică Teoretică

- septembrie 1979 - iunie 1983 -	Diploma de bacalureat, specializarea chimie industrială, liceul industrial de chimie, Hârlău

### Activitate profesională
- octombrie 2001 - martie 2024 - Lector univ. dr. - Univ. „Al. I. Cuza” Iași - Facultatea de Economie și Administrarea Afacerilor, Catedra de Informatică Economică

- aprilie 2000 - septembrie 2001 - Lector univ. dr. - Univ. „Al. I. Cuza” Iași - Facultatea de Matematică, Catedra de Mecanică și Astronomie

- aprilie 1999 - martie 2000 - Asistent univ. dr. - Univ. „Al. I. Cuza” Iași - Facultatea de Matematică, Catedra de Mecanică și Astronomie

- octombrie 1991 - martie 1999 - Asistent univ. drd. - Univ. „Al. I. Cuza” Iași - Facultatea de Matematică, Catedra de Mecanică și Astronomie

- octombrie 1990 - septembrie 1991 - Asistent suplinitor - Univ. „Al. I. Cuza” Iași - Facultatea de Matematică, Catedra de Mecanică și Astronomie

- septembrie 1988 - septembrie 1990 - Profesor de matematică

## Activitate politică

### Funcții, activități într-un partid politic
- ianuarie 2008 - prezent - Partidul Democrat Liberal
  - Vicepreședinte în Biroul Permanent Județean PDL - Filiala Iași;
  - Prim-vicepreședinte al Organizației Municipale Iași a PDL
  - Consilier județean PDL Iași

- noiembrie 2006 - decembrie 2007 - Partidul Liberal Democrat - Vicepreședinte PLD - Filiala Iași, membru fondator al filialei

- iulie 2004 - noiembrie 2006 - Partidul Național Liberal - Președinte PNL - organizația Hârlău, consilier județean

- ianuarie 2002 - iunie 2004 - Partidul Național Liberal - Președinte PNL - organizația Hârlău, consilier local PNL, membru supleant în Biroul Permanent Județean al PNL Iași.

- octombrie 1999 - decembrie 2001 - Uniunea Forțelor de Dreapta - Președinte UFD - organizația oraș Hârlău, consilier local UFD, membru în Biroul Județean al Filialei UFD Iași.

### Funcții, activități într-o organizație din administrația publică centrală sau locală
- ianuarie 2008 - prezent - 	consilier județean PDL, Consiliul Județean Iași
- noiembrie 2006 - decembrie 2007 - 	consilier județean PLD, Consiliul Județean Iași (până în noiembrie 2007 când a fost exclus la cererea PNL)
- iulie 2004 - noiembrie 2006 - 	consilier județean PNL, Consiliul Județean Iași
- ianuarie 2002 - iunie 2004 - 	consilier local PNL, Consiliul Local Hârlău
- octombrie 1999 - decembrie 2001 - 	consilier local UFD, Consiliul Local Hârlău